# Allium erubescens
Allium erubescens är en amaryllisväxtart som beskrevs av Karl Heinrich Koch. Allium erubescens ingår i släktet lökar, och familjen amaryllisväxter. Inga underarter finns listade i Catalogue of Life.